# Mala Neretva
Mala Neretva je hrvatska rijeka u Dubrovačko-neretvanskoj županiji i dio delte Neretve. Nastaje izdvajanjem od Neretve u Opuzenu. Duga je 10,18 km. U Opuzenu (blizu njena izdvajanja iz Neretve), te na ušću u Jadransko more izgrađene su dvije brane s brodskim predvodnicama čija je svrha sprječavanje ulaza zaslanjenih voda.
Prolazi kroz sljedeća naselja: Opuzen, Podgradina, Vlaka, Buk Vlaka, Mihalj, Otok, Trn, Blace i Pržinovac.